# ۶۱ (عدد)
۶۱ (عدد)
۶۱(شصت و یک) یک عدد طبیعی است که بعد از ۶۰ و قبل از ۶۲ قرار دارد.